# Municipio de Tlaquiltenango
El municipio de Tlaquiltenango es uno de los 36 municipios en que se divide el estado mexicano de Morelos, México, localizado en su región sur. Su cabecera es el pueblo de Tlaquiltenango.
En el municipio de tlaquiltenango hay una comunidad llamada la mezquitera , en la comunidad de la mezquitera hace aproximadamente 57 años en 1966 estaban construyendo el primer puente alcanzaron a construir los muros , ya que estaban acomodando las tablas para colocar lo que sería el puente , creció muy grande el río ya que era en temporada de lluvia y se llevó todo lo eran las vigas y tablas , las personas que están construyendo el puente se dieron cuenta de que habían quedado los muros bajos y que los podía alcanzar el río y abandonaron la obra , muchos años después construyeron el puente actual , lo construyeron más alto y más reforzado de los muros y ese es el puente por el que hoy pasan los habientes de la mezquitera.
Aún se pueden observar los muros que quedaron del primer puente que se pensaba construir.

## Etimología
Sobre la etimología de Tlaquiltenango existen distintas propuestas, de entre las cuales encontramos: 
Antonio Peñafiel en su "Nomenclatura Geográfica y Etimológica de México", mencionó las etimologías para Tlalquitenango y Tlaquiltenango: "Tlalquitenango. Tlal-qui-tenanco, de lengua mexicana: Tlalli, tierra, quizqui, avanzado y la final tenanco, lugar amurallado, fortificación avanzada." y "Tlaquiltenango. Tlaquil-tenanco, de lengua mexicana; lugar fortificado de los albañiles; tlaquilqui, albañil y la final tenanco."
Cecilio A. Robelo en sus "Nombres Geográficos Indígenas del Estado de Morelos, además de proponer una etimología para Tlaquiltenango, cita las propuestas de otro investigador: "El nombre propio es Tlaquiltenanco, se compone de Tlaquilli, encalado, bruñido; de tenamitl, cerca o muro de ciudad; y de co, en; y significa: En los muros o cercas blanqueadas. El Sr. Estrada dice que el nombre es Tlaquiltonanco, que se compone de Tlaquilli, cosa blanqueada, de tona (ningún verbo mexicano acaba en n), relumbrar, y de co, lugar; y que significa "Lugar que blanquea y relumbra"."
El Cronista René Gama Beltrán, propone en su "Breve Análisis sobre la Toponimia de Tlaquiltenango": "... considero que Tlaquiltenango tiene sus raíces en el náhuatl, que son: Tlaquilli-bruñidor o llana, instrumento de albañilería; y la posposición: Co-lugar de o en. "Lugar de los muros bruñidos o aplanados"."
El investigador Azael Abdí Vázquez Román. sugiere en su "Glifo de Tlaquiltenango, historia, características y significados" que Tlaquiltenango se descompone en Tlaquil-tenango-go, que a su vez proviene de Tlaquilli-tenamitl-co; o sea, encalado, bruñido-muro, muralla-lugar de, para tener un acomodo final en: Lugar de-muro, muralla-encalado, y bruñido. Que al final resulta en "Lugar de muros encalados y bruñidos".
La etimología aceptada de forma oficial aceptada se encuentra  plasmada en la "Enciclopedia de los Municipios y Delegaciones de México" del Instituto Nacional para el Federalismo y el Desarrollo Municipal (INAFED). "Tlaquiltenango se deriva del Náhuatl y proviene de las siguientes    palabras: Tlakil-li (encalado o bruñido), Tenam-itl  (muro,    construcción) y Ko (adverbio de lugar); que en conjunto significa: "Lugar de Muros    Encalados o Bruñidos"."

## Historia

### Etapa prehispánica
Dentro del territorio municipal de Tlaquiltenango, en Chimalacatlán, se han encontrado vestigios de animales prehistóricos. Por su parte, los asentamientos humanos más antiguos que se conocen corresponden a Nexpa y Chimalacatlán. Se ha registrado la presencia de asentamientos prehispánicos en sitios como Huaxtla, La Mezquitera, Las Bóvedas, La Era, Los Elotes, Tlayehualco y la cabecera municipal, entre otros; la mayoría son procedentes del periodo posclásico, o sea, del periodo inmediato anterior a la llegada de los españoles.
A la llegada de los españoles, Tlaquiltenango era un pueblo sujeto al señorío tlahuica de Cuauhnáhuac(hoy Cuernavaca). Era el pueblo "calpixca"; es decir, aquel que recibía el tributo de algunos pueblos comarcanos y lo administraba para enviarlo a Cuauhnáhuac y de allí a Texcoco.

### Virreinato
En 1529 le fueron concedidas a Hernán Cortés un conjunto de tierras y vasallos en pago por sus servicios a la corona de Castilla. Dichos terrenos recibieron el nombre de "Marquesado del Valle", por lo que el conquistador recibió el título nobiliario de Marqués del Valle. También, en 1529 los frailes mendicantes franciscanos llegaron a Cuernavaca en donde fundaron el Convento de la Asunción y se dirigieron hacia el sur de la región. En Tlaquiltenango fundaron un convento en 1540.
Hacia 1570, gracias a la mala distribución del personal humano en conventos franciscanos, la doctrina fue descuidada en algunos conventos y visitas. Esta situación fue aprovechada por la orden de los dominicos quienes ocuparon diversos conventos con el beneplácito de las autoridades de la Corona, entre estos, el de Tlaquiltenango. Los franciscano emprendieron un litigio en contra de los dominicos que dio como resultado que hacia 1583 el convento les fuera devuelto a los hermanos menores; sin embargo, en 1592, el convento quedó definitivamente a cargo de la orden de predicadores.
Otros hechos destacables dentro del siglo XVI, son la construcción del puente y presa de Cuernavaquita sobre el río Yautepec (o Higuerón) en 1524, la llegada de ganado caballar y vacuno en 1541, y la construcción de "El Rollo" en 1542. 
En 1615. llegó a la región de "tierra caliente" de la cañada de Cuernavaca. fray Andrés de San Miguel, destacado arquitecto y lego carmelita reconocido en su época como el mejor astrónomo, geógrafo, matemático e hidrógrafo. fray Andrés de San MIguel fue el diseñador del puente inaugurado el 3 de agosto de 1617, en la actual colonia Celerino Manzanares.
En el siglo XVIII, es importante destacar las apariciones y traslados milagrosos del "Señor de Tula", pues a pesar de que se discutan entre realidad o ficción, lo cierto es que dieron pie a una de las tradiciones más longevas de la región: la feria de Jojutla, misma que durante muchos años se festejo dentro del contexto territorial de Tlaquiltenango. Otro hecho relevante fue la construcción del "Apantle Mayor" de 1758 a 1760, en el cual intervinieron los pueblos de Santo Domingo Tlaquiltenango, San Martín Obispo Tlayehualco, San Mateo Ixtla, San Juan Bautista Tequesquitengo, San Pedro Tehuixtla, Arcángel San Miguel Xoxutla, San Juan Bautista Theocalzingo, Tetecalita del Apóstol Santiago el Mayor y Nexpa de los Tres Santos Reyes.
Hacia la década de 1770, el convento fue secularizado para ser convertido en parroquia; es decir, que le fue retirada la administración civil y eclesiástica a los frailes dominicos y les fue entregada a sacerdotes seculares.

### SigloXIX
De lo poco que se ha divulgado del movimiento de independencia en la región sur de Morelos, es la presencia de los jefes insurgentes Nicolás Bravo y Vicente Guerrero. Ellos, hacia 1813, se reunieron en casa del regidor indígena ante el Ayuntamiento de Tlaquiltenango, Juan Antonio Tlaxcoapan, simpatizante de la insurgencia. Esta reunión le valió a Tlaxcoapan para ser juzgado y "ajusticiado" en el atrio de la parroquia de Tlaquiltenango.
Otro suceso interesante fue el enfrentamiento entre realistas e insurgentes en Ixtoluca hacia 1814, en donde los realistas resultaron triunfadores. Cabe destacar que el líder realista de Tlaquiltenango en aquel entonces era José María Irazábal, eminente abogado español que hacia la década de 1820 se convirtió en el dueño de la Hacienda de San Nicolás Obispo.
Una vez consumada la guerra y establecida la república como forma de gobierno, el 9 de febrero de 1825 el gobierno del Estado de México emitió un decreto emergente donde daba a conocer los requisitos para la creación de Ayuntamientos. Tlaquiltenango fue uno de los municipio creados mediante el decreto antes referido, dentro de su territorio, se presume, estaban las actuales municipalidades de Jojutla y Zacatepec.
Entre 1836 y 1838, gracias a la intervención del jalisciense Ricardo Sánchez, se introdujo en la región el cultivo del arroz, principalmente en campos de Jojutla y Tlaquiltenango, lo que dio un importante impulso económico y social a estos pueblos, pero de forma particular a Jojutla. El 29 de marzo de 1847 se expidió el decreto de creación del municipio de Jojutla, siendo buena parte de su territorio segregado del municipio de Tlaquiltenango.
En 1885, el mineral de Huautla junto con los centros de población comprendidos entre éste y el pueblo de Tlaquiltenango, quedaron de forma definitiva integrados al municipio de Tlaquiltenango, toda vez que antes de esta fecha pertenecieron al municipio de Tepalcingo. El 15 de abril de 1890 llegó el Ferrocarril Interoceánico a Tlaquiltenango, símbolo de progreso y modernidad industrial, fue un detonante económico importante para la región.
El 1 de enero de 1898, se inauguró el reloj público de Tlaquiltenango, que se colocó en la cima de la fachada del templo de Santo Domingo de Guzmán. Esta obra tuvo como objetivo "hermosear" al pueblo y fue costeada, en buena parte, por habitantes de Jojutla a cambio de que los de Tlaquiltenango les compartieran agua del "Apantel Mayor".

### SigloXX
A principios del siglo XX, en 1909, el párroco de Tlaquiltenango, Agapito Minos, descubrió en los muros del claustro bajo del convento de Tlaquiltenango, fragmentos de códices escondidos bajo una gruesa capa de cal. Varios fragmentos de dicho códice fueron despegados y enviados al Museo Nacional en la Ciudad de México, al Museo de Historia Natural de Nueva York y a colecciones particulares; algunos otros fragmentos siguen adheridos a los muros.
Tras el estallido armado de la revolución mexicana en el sur de Morelos, a principios de 1911, la mayoría de las personas integrantes de la clase social alta huyeron de la región abandonando sus propiedades. Tlaquiltenango fue un territorio activo durante el movimiento zapatista, existe un amplio registro de batallas libradas entre el ejército libertador del sur y el ejército federal en poblaciones como Nexpa, Quilamula y Huautla, entre otras. Tlaquiltenango también aportó personajes importantes al zapatismo como Lorenzo Vázquez, por ejemplo, que llegó a ser gobernador del Estado.
Hacia la década de 1920 inició el reparto agrario y conformación de ejidos en el Estado. Las antiguas tierras y propiedades de las haciendas se repartieron entre los campesinos, sin embargo, la situación no era favorable para éstos pues no existía un control sobre los precios del arroz, toda vez que la siembra de caña de azúcar estaba casi abandonada.
En el año de 1938 se inauguró el ingenio Emiliano Zapata de Zacatepec; y en ese mismo año se decretó la creación del municipio de Zacatepec, integrado por las ayudantías de Galeana, Tetelpa y Zacatepec, mismas que fueron segregadas del municipio de Tlaquiltenango.
Tlaquiltenango también fue una región activa durante el movimiento jaramillista de mediados de siglo. Los rebeldes se escondieron y combatieron en la sierra de Huautla, desde donde Rubén Jaramillo emitió el "Plan de Cerro Prieto". Jaramillo tuvo una carrera activa dentro de la disidencia campesina y fue candidato a gobernador en dos ocasiones, siendo Tlaquiltenango uno de sus principales bastiones políticos. Los restos mortales de la familia Jaramillo Zúñiga reposan en el panteón civil de Tlayehualco.  

## Demografía

### Localidades
En el censo de 2020 el municipio de Tlaquiltenango contaba con 46 localidades.
| Código INEGI      | Localidad         | Población (2020) |
| ----------------- | ----------------- | ---------------- |
| 170250001         | Tlaquiltenango    | 18 342           |
| 170250023         | Alfredo V. Bonfil | 2 166            |
| 170250084         | Villas de Jojutla | 1 625            |
| 170250020         | Valle de Vázquez  | 1 088            |
| Otras localidades | Otras localidades | 10 568           |
| Total municipal   | Total municipal   | 33 789           |

## Gobernantes[6]
| N.º | Nombre                        | Periodo       | Calidad              |
| --- | ----------------------------- | ------------- | -------------------- |
| 1   | Ildefonso Aguilar             | 1925          | Presidente Municipal |
| 2   | Margarito Arellano            | 1930          | Presidente Municipal |
| 3   | Alfonso T. Sámano             | 1931          | Presidente Municipal |
| 4   | Juan Rojas                    | 1933          | Presidente Municipal |
| 5   | Isaac Maldonado               | 1936-1937     | Presidente Municipal |
| 6   | Jacinto R. Maldonado          | 1937          | Presidente Municipal |
| 7   | Ricardo A. García             | 1938          | Presidente Municipal |
| 8   | Ernesto Rivera                | 1938          | Presidente Municipal |
| 9   | Odilon Valverde               | 1940          | Presidente Municipal |
| 10  | Francisco Perdomo             | 1941          | Presidente Municipal |
| 11  | Miguel Pozas                  | 1941-1943     | Presidente Municipal |
| 12  | Alfonso Tafolla               | 1944          | Presidente Municipal |
| 13  | Hilario Torres                | 1945-1946     | Presidente Municipal |
| 14  | Ángel Estudillo Lazo          | 1947-1948     | Presidente Municipal |
| 15  | Frumencio Silva               | 1949-1950     | Presidente Municipal |
| 16  | Agustín Pineda                | 1951          | Presidente Municipal |
| 17  | Constancio Torres Barba       | 1952          | Presidente Municipal |
| 18  | Carlos García Acevedo         | 1953-1954     | Presidente Municipal |
| 19  | Ignacio Jaime Eslava          | 1955-1957     | Presidente Municipal |
| 20  | Moisés Torres Brito           | 1958-1959     | Presidente Municipal |
| 21  | Vicente Barba                 | 1960          | Presidente Municipal |
| 22  | J. Inocente Torres Manzanares | 1961          | Presidente Municipal |
| 23  | Nereo Aguas Barba             | 1961-1963     | Presidente Municipal |
| 24  | Neftalí Espinoza Martínez     | 1964-1966     | Presidente Municipal |
| 25  | Alfredo Ortiz Aranda          | 1967-1970     | Presidente Municipal |
| 26  | J. Guadalupe Alarcón Suárez   | 1970-1973     | Presidente Municipal |
| 27  | Ausencio Silva Flores         | 1976-1979     | Presidente Municipal |
| 28  | Jesús Coapango Pérez          | 1979-1982     | Presidente Municipal |
| 29  | Ángel Perdomo Vázquez         | 1982-1985     | Presidente Municipal |
| 30  | J. Félix Tevillo Capistrán    | 1985-1988     | Presidente Municipal |
| 31  | Laureano Quiróz Flores        | 1988-1991     | Presidente Municipal |
| 32  | Albino Vázquez Jardón         | 1991-1994     | Presidente Municipal |
| 33  | Gregorio Manzanares López     | 1994-1997     | Presidente Municipal |
| 34  | Esteban Calderón Beto         | 1997-2000     | Presidente Municipal |
| 35  | Brígido Almanza Aguilar       | 2000-2003     | Presidente Municipal |
| 36  | Roque Molina Salgado          | 2003-2006     | Presidente Municipal |
| 37  | Antonio Brito García          | 2006-2009     | Presidente Municipal |
| 38  | Jorge Martínez Urioso         | 2009-2012     | Presidente Municipal |
| 39  | Mauricio Rodríguez González   | 2012-2015     | Presidente Municipal |
| 40  | Enrique Alonso Plascencia     | 2015-2018     | Presidente Municipal |
| 41  | Jorge Maldonado Ortiz         | 2019-2021     | Presidente Municipal |
| 42  | Carlos Franco Ruiz            | 2022-presente | Presidente Municipal |

## Monumentos históricos
- Kiosco porfiriano.
- Acueducto de la Hacienda de San Juan.
- Haciendas San Juan y Guadalupe.
- Museo Comunitario Rubén Jaramillo.
- Atalaya Torreón "El Rollo".
- Puente Manzanares.
- Hacienda de Los Hornos.
- Hacienda San Jacinto Ixtoluca.
- Mina de San Francisco Huautla
- Zona arqueológica de Huaxtla.
- Zona arqueológica de Chimalacatlán.
- Ruinas del ex convento de San Hipólito Apatlaco "Las Bóvedas".
- Ex convento de Santo Domingo de Guzmán.
- Panteón civil Celerino Manzanares.
- Capilla de Nuestra Señora de Guadalupe, Tlayehualco.

## Principales festividades[18]
- 17 de enero a San Antonio Abad. Se festeja en la colonia Antonio Rivapalacio.
- 2 de febrero Feria de “La Candelaria”. Con feria, jaripeo (toros), baile del Chinelo y danza de Tecuanes, Centro de Tlaquiltenango.
- 5 de marzo al Señor De las maravillas. Se festeja en la comunidad de Nexpa.
- 19 de marzo a San José. Se festeja en la comunidad de Pala.
- 21 de marzo en la comunidad de Lorenzo Vázquez (Santa Cruz).
- 3 de mayo Día de la Santa Cruz. Se festeja en las comunidades de "la mezquitera" y “Las Bóvedas”.
- 15 de mayo San Isidro Labrador. Se festeja en la colonia “Gabriel Tepepa” y en la comunidad de Ajuchitlán.
- 24 de junio a San Juan Bautista. Se festeja en la colonia “Miguel Hidalgo”.
- Jueves de Corpus. Fecha movible dentro de los primeros días del mes de junio, se festeja en la colonia “Alfredo V. Bonfil” y Chacampalco.
- 16 de julio Nuestra Señora del Carmen. Se festeja en la colonia “Los Presidentes”.
- 24 de septiembre a Nuestra Señora del Carmen. Se festeja en la colonia “Celerino Manzanares”.
- 27 de septiembre se recuerda el fallecimiento del general Zapatista del mismo nombre. En la colonia “Celerino Manzanares”.
- 4 de octubre a San Francisco de Asís. Se celebra en la comunidad de Huautla.
- 20 de noviembre Cívica. En la colonia “Alfredo V. Bonfil”
- 12 de diciembre a la Virgen de Guadalupe. Se celebra en Tlayehualco, en la colonia “Palo Grande” y en las comunidades de Santiopan y Rancho Viejo.
- 25 de diciembre “La Natividad”. Se recuerda en la comunidad de Quilamula y Chimalacatlán.